# Vivement la VIe République !
Pour plus de détails, voir Fiche technique et Distribution.
Vivement la VIe République ! est un  documentaire français d'Olivier Etcheverry, sorti en 2005.

## Synopsis
Le documentaire suit Arnaud Montebourg depuis les prolégomènes de la campagne présidentielle de 2002 jusqu'à l'élimination du candidat socialiste Lionel Jospin. Configuration dans laquelle Arnaud Montebourg dit devoir trouver la force d'affronter les législatives quelques mois plus tard. Estimant le programme du PS comme  trop « à droite » et « loin des préoccupations des gens », il presse sa victoire électorale.

## Fiche technique
- Titre : Vivement la VIe République !
- Réalisation : Olivier Etcheverry
- Pays :  France
- Genre : Documentaire
- Date de sortie :
  -  France : 2005